# Йохан фон Геминген (1549 – 1599)
Йохан фон Геминген (на немски: Johann von Gemmingen* 1549; † 1 май 1599) е благородник от стария алемански рицарски род Геминген в Крайхгау в Баден-Вюртемберг, довереник на графа на Пфалц-Нойбург и пфалц-нойбургски камер-майстер, ловен-майстер и съветник.
Той е син на Дитрих фон Геминген (1526 – 1587) и първата му съпруга Филипина фон Шварценбург († 1554), дъщеря на Йохан фон Шварценберг († 1547) и Маргерите д' Харокурт († сл. 1554). Баща му Дитрих фон Геминген се жени втори път на 5 декември 1556 г. в Аделсхофен за Анна фон Найперг (1534 – 1581). Брат е на Волф Дитрих (1550 – 1595) и Еберхардт (1551 – 1612).
Йохан фон Геминген отива през 1557 г. като приятел за игра на Филип Лудвиг, синът на пфалцграф Волфганг фон Пфалц-Нойбург. С Филип Лудвиг той отива 1566 г. във Виена в императорския двор и от там в Унгария. През 1569 г. той става камер-майстер, 1576 г. ловен-майстер и 1582 г. съветник. През 1588 г. той напуска службата си и получава като пенсия 1 000 гулден. Освен това той притежава част от Геминген, където строи нова част на двореца.
Той е погребан в старата църква на Геминген. Гробният му камък днес се намира в дворец Унтершлос в Геминген.

## Фамилия
Йохан фон Геминген се жени за Анна Хайдин фон Хоенбург († 1601). Те имат децата:
- Филип Ото (* 1571; † сл. 1631), женен I. за Аполония Мьорнауерин фон Лихтенверт, II. за Барбара Рот фон Шрекенщайн
- Волф Андреас (* 1581), женен за Кунигунда Елизабет фон Хелмщат
- Доротея Сабина (1597 – 1635), омъжена за В. Кр. Нотхафт фон Хоенберг